# Nicholas Simmons

Zawodnik Michigan State Spartans

Nicholas Simmons (ur. 25 października 1982) – amerykański zapaśnik. Piąty na mistrzostwach świata w 2011. Złoty medalista mistrzostw panamerykańskich w 2004. Jedenasty w Pucharze Świata w 2012 i piąty w drużynie w 2008 roku.
Zawodnik Williamston High School z Williamston i Michigan State University. Cztery razy All-American (2003, 2005–2007) w NCAA Division I, trzeci w 2007; czwarty w 2005 i 2006; siódmy w 2003 roku.